# Deutsche Fechtmeisterschaften 1997
Bei den Deutschen Fechtmeisterschaften 1997 wurden Einzel- und Mannschaftswettbewerbe in den Disziplinen Herrendegen, Herrensäbel und Herrenflorett ausgetragen. Bei den Damen wurde neben Florett auch Degen gefochten, Meisterschaften im Damensäbel gab es erstmals 1999. Da es im Einzel kein Gefecht um den dritten Platz gab, teilten sich diesen die beiden Halbfinalisten. Die Meisterschaften wurden vom Deutschen Fechter-Bund organisiert.

## Herren

### Florett (Einzel)
| Platz | Sportler         | Verein                |
| ----- | ---------------- | --------------------- |
| 1     | Uwe Römer        | FC Tauberbischofsheim |
| 2     | Roman Christen   | FC Tauberbischofsheim |
| 3     | Wolfgang Wienand | OFC Bonn              |
| 3     | Arne Weinig      | FC Tauberbischofsheim |

### Florett (Mannschaft)
| Platz | Verein                | Sportler |
| ----- | --------------------- | -------- |
| 1     | ETuF Essen            |          |
| 2     | Heidenheimer SB       |          |
| 3     | FC Tauberbischofsheim |          |

### Degen (Einzel)
| Platz | Sportler         | Verein                  |
| ----- | ---------------- | ----------------------- |
| 1     | Arnd Schmitt     | TSV Bayer 04 Leverkusen |
| 2     | Elmar Borrmann   | FC Tauberbischofsheim   |
| 3     | Mariusz Strzałka | FC Tauberbischofsheim   |
| 3     | Patrick Draenert | Heidenheimer SB         |

### Degen (Mannschaft)
| Platz | Verein                  | Sportler |
| ----- | ----------------------- | -------- |
| 1     | OFC Bonn                |          |
| 2     | TSV Bayer 04 Leverkusen |          |
| 3     | FC Tauberbischofsheim   |          |

### Säbel (Einzel)
| Platz | Sportler          | Verein                |
| ----- | ----------------- | --------------------- |
| 1     | Eero Lehmann      | FC Tauberbischofsheim |
| 2     | Felix Becker      | TSV Bayer Dormagen    |
| 3     | Steffen Wiesinger | FC Tauberbischofsheim |
| 3     | Alexander Weber   | OFC Bonn              |

### Säbel (Mannschaft)
| Platz | Verein                | Sportler |
| ----- | --------------------- | -------- |
| 1     | TSV Bayer Dormagen    |          |
| 2     | TSG Eislingen         |          |
| 3     | FC Tauberbischofsheim |          |

## Damen

### Florett (Einzel)
| Platz | Sportler        | Verein                |
| ----- | --------------- | --------------------- |
| 1     | Rita König      | FC Tauberbischofsheim |
| 2     | Monika Weber    | OFC Bonn              |
| 3     | Natascha Lotter | FC Tauberbischofsheim |
| 3     | Sabine Bau      | FC Tauberbischofsheim |

### Florett (Mannschaft)
| Platz | Verein                | Sportler |
| ----- | --------------------- | -------- |
| 1     | FC Tauberbischofsheim |          |
| 2     | ETuF Essen            |          |
| 3     | TSV Bayer Dormagen    |          |

### Degen (Einzel)
| Platz | Sportler         | Verein              |
| ----- | ---------------- | ------------------- |
| 1     | Eva-Maria Ittner | Fechtclub Offenbach |
| 2     | Claudia Bokel    | OFC Bonn            |
| 3     | Katja Nass       | Fechtclub Offenbach |
| 3     | Imke Duplitzer   | Heidenheimer SB     |

### Degen (Mannschaft)
| Platz | Verein              | Sportler                                                        |
| ----- | ------------------- | --------------------------------------------------------------- |
| 1     | Fechtclub Offenbach | Eva-Maria Ittner Katja Nass Kristina Ophardt Kerstin Ackermann  |
| 2     | OFC Bonn            | Claudia Bokel Gabriele Ginser Kristina Hinrichs Frauke Hohlbein |
| 3     | Heidenheimer SB     | Imke Duplitzer Astrid Erhard Britta Menck Simone Synek          |